# Frank Riley
Frank Riley   (Hibbing, 8 de juny de 1915 - Manhattan Beach, 24 d'abril de 1996) va ser un escriptor de ciència-ficció estatunidenc guanyador d'un Premi Hugo a la millor novel·la el 1955. El seu nom autèntic era Frank W. Rhylick.
Va néixer a Hibbing, Minnesota, i va créixer a Wausau, Wissconsin. Va començar la seva carrera com a reporter pel New York Daily News cobrint ocasionalment informació de la Casa Blanca.
Durant la segona guerra mundial va servir a la marina mercant. I en acabar va mudar-se amb la seva família a Manhattan Beach.
El 1955 va guanyar el premi Hugo a la millor novel·la per They'd Rather Be Right (o també The Forever Machine), traduïda al castellà amb el títol La máquina de la eternidad escrita conjuntament amb Mark Clifton.
Com a columnista i escriptor de viatges a Los Angeles Magazine va visitar diversos països del món amb la seva dona. Al 1976 va refer l'expedició De Anza de 1776 des de Mèxic a San Francisco fent uns 1300 km a peu i en bicicleta. D'aquesta experiència va escriure el llibre De Anza's Trail Today.
Va ser columnista de Los Angeles Times i editor de la revista Los Angeles Magazine.